# آرثر فاين
آرثر فاين (بالإنجليزية: Arthur Fine)‏ هو فيلسوف أمريكي، ولد في 11 نوفمبر 1937 في لوويل في الولايات المتحدة.

## وصلات خارجية
- آرثر فاين على موقع الموسوعة البريطانية (الإنجليزية)